# Ilaria Zardo
Ilaria Zardo (* 1981 in Rom) ist eine italienische Physikerin. Sie ist Professorin für Halbleiterphysik an der Universität Basel.

## Leben
Ilaria Zardo wurde 1981 in Rom geboren. Sie studierte Physik an der dortigen Universität La Sapienza und schloss das Studium 2007 mit Diplom ab. Nach Gastaufenthalten in Grenoble und an der École polytechnique bei Paris wurde sie 2010 von der Technischen Universität München und der Universität La Sapienza summa cum laude promoviert; in Rom erhielt sie dabei eine Auszeichnung für die beste Disputation.
Nach der Promotion arbeitete sie als Postdoktorandin zunächst bei Gerhard Abstreiter an der TU München (2010–2011), dann von 2012 bis 2015 in Erik Bakkers’ Gruppe an der Technischen Universität Eindhoven in den Niederlanden.
2015 trat sie eine Assistenzprofessur an der Universität Basel an, seit 2020 ist sie dort Associate-Professorin.

## Forschung
Ilaria Zardos Forschungsgebiete sind die Nanophysik der Halbleiter und deren Gitterdynamik, insbesondere die Untersuchung von Phononenzuständen und Phononentransport in Nanostrukturen. Dazu entwickelt ihre Gruppe spektroskopische Methoden zur Bestimmung der Wärmeleitfähigkeit, in denen Raman-Spektroskopie in Pump-Probe-Technik mit elektrischen Messungen kombiniert wird. Zur Untersuchung der Lebensdauer, Kohärenz und Korrelationen von Phononen macht die Gruppe Kurzzeit-Ramanstreuexperimente.

## Ehrungen und Auszeichnungen
2015 verlieh die Deutsche Physikalische Gesellschaft Ilaria Zardo den Hertha-Sponer-Preis in Anerkennung für „herausragende Arbeiten zum Verständnis der Gitterdynamik und elektronischer Bandstrukturen von Halbleiternanodrähten mit Wurtzit- und Zinkblende-Kristallstrukturen“ und attestierte ihrer Forschung „einen wichtigen Beitrag zur Entwicklung komplexer Halbleiter-Nanostrukturen für thermo-elektrische Anwendungen“.